# Ілунга ва Луефу
Ілунга ва Луефу (*д/н — бл. 1625) — 3-й мулохве (володар) держави Луба в 1600—1625 роках.

## Життєпис
Син мулохве Калала Ілунга, після смерті якого близько 1600 року успадкував владу. На відміну від попередників не вів загарбницьких війн. Ймовірно велика підвладна територія вимагала більшої уваги щодо внутрішніх справ. Водночас брат або стрийко мулохве — Ілунга Кібінда залишив державу, перебравшись до Лунди, де зрештою став правителем.
Переніс резиденцію до області Бісонг в землях народу кунда, з вождями яких мулохве перебував в родинних зв'язках. За легендами значиться як поганий правитель для своїх підданців. На думки низки дослідників, це відбиває спробу Ілунга ва Луефу впровадити систему податків замість збору звичайної данини. Водночас ймовірно поступово затверджувався військовий і адміністративний апарат.
Близько 1625 року мулохве було отруєно власним сином Касонго Мвіне Кібанза, який посів трон.